# Szeretnék szántani
A Szeretnék szántani népies dal, mely mára magyar népdallá folklorizálódott. Szerzője ismeretlen. Eredetileg Szigligeti Ede Szökött katona című művében hangzott el a Nemzeti Színházban 1843. november 25-én. A darab zenéjét Szerdahelyi József állította össze.
Vikár Béla más szöveggel fonográfra vette a dallamot 1910-ben a Vas vármegyei Nagyrákoson.
| Szerző      | Mire    | Mű                                  | Előadás |
| ----------- | ------- | ----------------------------------- | ------- |
| Weiner Leó  | zongora | Húsz könnyű kis darab, 2. darab     | [ 1 ]   |
| Bartók Béla | zongora | Mikrokozmosz, IV. füzet, 112. darab | [ 2 ]   |

## Felvételek
- Szeretnék szántani. Gryllus Vilmos  musicMe (Hozzáférés: 2016. február 7.) (audió) 5-féle stílusban.
- Hungary - Szeretnék szántani. Énekli: Gémesi Katica  YouTube (2015. november 8.)  (Hozzáférés: 2016. február 7.) (ének, furulya)

Feldolgozás:
- Szeretnék szántani. Előadja:Lakatos Sándor és zenekara  YouTube (2016. január 31.)  (Hozzáférés: 2016. február 7.) (audió)